# Novakovič
Novakovič je priimek več znanih Slovencev:
- Barbara Novakovič Kolenc (*1963), gledališko-plesna režiserka, producentka in kustosinja
- Milivoje Novakovič (*1979 ), nogometaš